# Justin Huish
Justin Grant Huish (Fountain Valley, 9 de enero de 1975) es un deportista estadounidense que compitió en tiro con arco, en la modalidad de arco recurvo.
Participó en los Juegos Olímpicos de Atlanta 1996, obteniendo dos medallas de oro, en la prueba individual y por equipo (junto con Butch Johnson y Rodney White).

## Palmarés internacional
| Juegos Olímpicos | Juegos Olímpicos         | Juegos Olímpicos | Juegos Olímpicos |
| Año              | Lugar                    | Medalla          | Prueba           |
| ---------------- | ------------------------ | ---------------- | ---------------- |
| 1996             | Atlanta (Estados Unidos) | Medalla de oro   | Individual       |
| 1996             | Atlanta (Estados Unidos) | Medalla de oro   | Equipo           |